# Maladera siwalikiana
Maladera siwalikiana är en skalbaggsart som beskrevs av Ahrens 2004. Maladera siwalikiana ingår i släktet Maladera och familjen Melolonthidae. Inga underarter finns listade i Catalogue of Life.